# Ернст Гонелль
Ернст Гонелль (нім. Ernst Gonell; 24 листопада 1902, Кенігсберг — 23 лютого 1945, Позен) — німецький офіцер, генерал-майор вермахту. Кавалер Лицарського хреста Залізного хреста.

## Біографія
2 травня 1919 року вступив в 39-й піхотний полк. 11 листопада 1920 року переведений в 2-й піхотний полк. Навчався в піхотному училищі Ордруфа. В жовтні 1934 року вступив у Військову академію. В 1936 році призначений командиром роти 87-го піхотного полку. З 10 листопада 1938 року — викладач Дрезденського військового училища.
З 29 серпня 1939 року — командир 3-го батальйону 234-го піхотного, з 30 квітня 1940 року — 3-го батальйону 433-го гренадерського полку. 8 вересня 1941 року відправлений в резерв ОКГ. З 2 листопада 1941 року — командир 12-го гренадерського полку, з 1 січня 1942 року — 12-го запасного гренадерського батальйону. 15 листопада 1942 року знову відправлений в резерв ОКГ. З 19 квітня 1943 року служив в штабі генерала піхоти ОКГ. 30 травня 1943 року знову відправлений в резерв ОКГ. З 10 червня 1943 року — командир 5-го училища піхотних фанен-юнкерів в Позені. З 30 січня 1945 року — комендант фортеці Позен. Після здачі фортеці радянським військам наклав на себе руки: постелив на підлозі свого командного пункту прапор зі свастикою, ліг на нього і вистрілив собі в голову.

## Звання
- Лейтенант (19 грудня 1925)
- Оберлейтенант (1 липня 1928)
- Гауптман (1 вересня 1934)
- Майор (1 квітня 1939)
- Оберстлейтенант (1 жовтня 1940)
- Оберст (1 квітня 1942)
- Генерал-майор (30 січня 1945)

## Нагороди
- Орден крові (№832; 5 листопада 1934)
- Медаль «За вислугу років у Вермахті»
  - 4-го і 3-го класу (12 років; 2 жовтня 1936) — отримав 2 нагороди.
  - 2-го класу (18 років)
- Залізний хрест
  - 2-го класу (5 жовтня 1941)
  - 1-го класу (25 жовтня 1941)
- Штурмовий піхотний знак в сріблі
- Медаль «За зимову кампанію на Сході 1941/42»
- Нагрудний знак «За поранення» в чорному
- Лицарський хрест Залізного хреста (22 лютого 1945)[2]